# Skalní suk

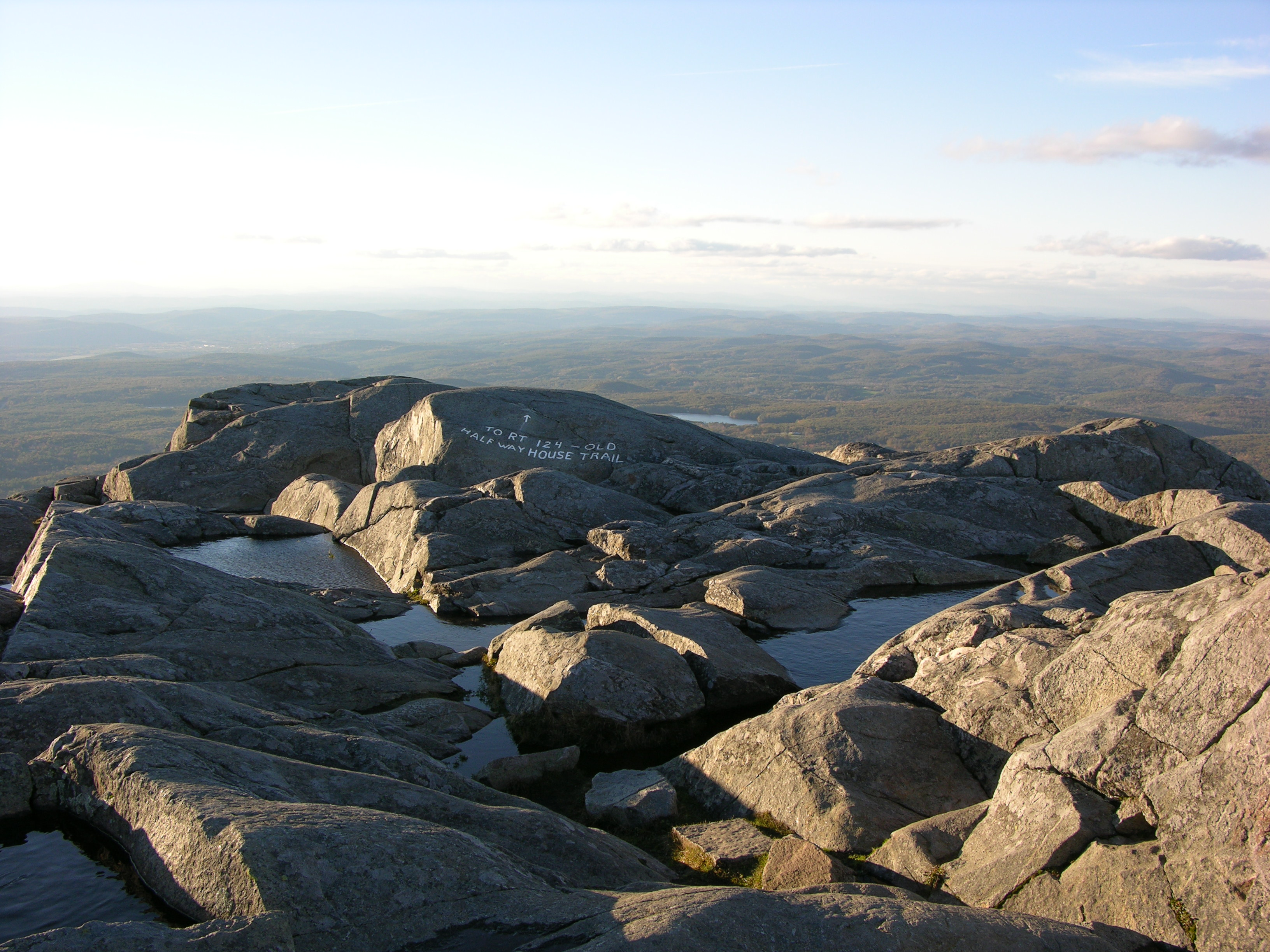
Pohled z vrcholu Mount Monadnock v americkém státě New Hampshire

Suk je skalní vyvýšenina, která nápadně vystupuje nad okolní reliéf. Tvoří ji odolné horniny. Méně odolné horniny naopak erodovaly. Suk může mít různé tvary: kupy, kužele, homole, hřebene a další. Českými synonymy jsou termíny tvrdoš a kamýk.

## Etymologie
Anglický název monadnock je pro tento tvar používán podle W. M. Davise (1895), který jej odvodil od stejnojmenné hory Mount Monadnock v USA.

## Forma
Suky nabývají rozličných tvarů: od homolí, kup a kuželů po protáhlé formy reliéfu, jako jsou hřbety a hřebeny. Jelikož se jedná o mezoformy, dosahují výšek v rozmezí od několika jednotek po stovky metrů.

## Vznik
Suky jsou pozůstatky starších povrchů. Vznikly erozně-denudačními procesy, které vedly k plošnému zarovnávání zemského povrchu. Předpokladem pro vznik paroviny (peneplénu) je dlouhodobé působení subaerické denudace, tj. zarovnávání povrchu exogenními činiteli (voda, vítr, gravitace, …). Při tomto procesu jsou zarovnávány horniny různé geomorfologické hodnoty, zatímco z nejodolnějších hornin jsou vypreparovány suky.

## Rozšíření

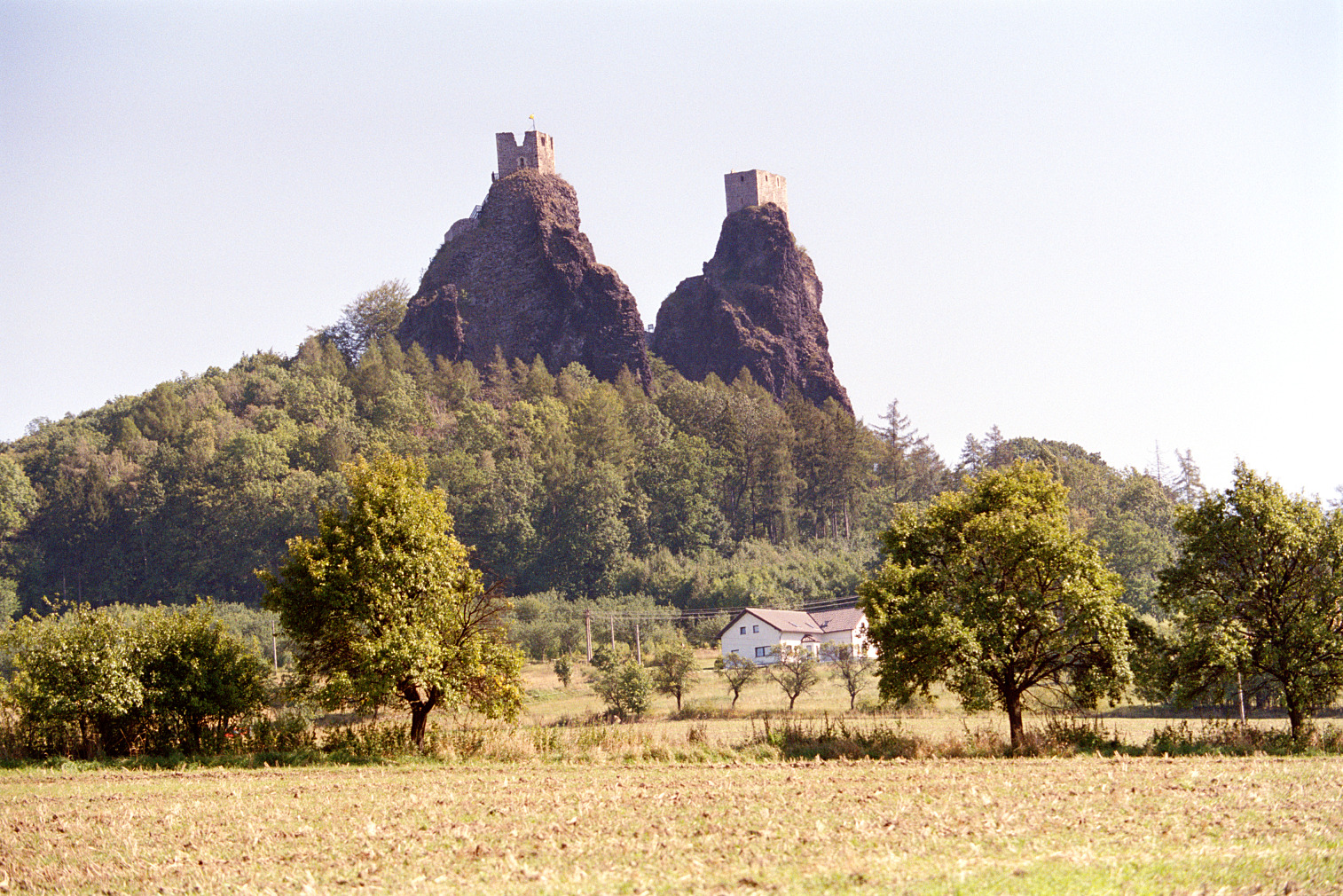
Trosky v Českém ráji

Suky jsou rozšířeny ve všech klimatických oblastech Země, které jejich vznik umožnily. Jsou typické pro reliéf na horizontálních površích i různě ukloněných svazích. V České republice nalezneme suky zejména v buližnících (mezi Klatovy a Brandýsem nad Labem, Kozí hřbety v Praze-Suchdole, Hudlická skála na Berounsku, Vraní skála u Zdic, Dlouhá skála u Kublova, Radyně na Plzeňsku). Skalní suky vznikly také v křemencích (Skalka v Motolském údolí v Praze, v porfyrech (Křivoklátsko) a dále ve vyvřelých horninách Českého středohoří, Lužických hor a České tabule). Původem se jedná o podpovrchová tělesa sopek, která tvořila výplně přívodních kanálů (sopouchů), žíly a lakolity. Okolní méně odolné pískovcové křídové sedimenty byly odneseny tak, že vulkanické suky dnes vyčnívají nad okolní plochý reliéf České křídové tabule. K nejznámějším sukům v oblasti Českého středohoří patří Milešovka (837 m n. m.), Sedlo (727 m n. m.), Bořeň (539 m n. m.), Oblík (510), v České tabuli Bezděz (606 m n. m.), Ralsko (698 m n. m.) a Trosky (511 m).